# 單一麥芽威士忌
單一麥芽威士忌（英語：Single malt whisky）是指烈酒均來自於單一蒸餾酒廠、完全以麥芽為原料的威士忌，通常也會泛指單一麥芽蘇格蘭威士忌（Single malt Scotch），根據2009 年蘇格蘭威士忌法規（Scotch Whisky Regulations 2009），原料必須完全由大麥麥芽製成，而且必須使用銅製蒸餾器對酒精蒸餾，並且以700公升（150英制加侖、180美制加侖）為一個單位，裝入橡木桶當中釀造至少三年以上。
雖然單一麥芽蘇格蘭威士忌是這類烈酒的指標，但是在國際商業市場上，並沒有強制這類酒品的規範，因此例如美國威士忌（American whiskey），也會使用小麥、黑麥或是玉米來當原料，由消費者各取所好。
雖然單一麥芽威士忌的生產，多數在蘇格蘭地區，但是主要的消費市場以美國和法國為大宗，

## 相關連結
- 威士忌
- 蘇格蘭威士忌廠分佈圖（蘇格蘭威士忌協會網站，英文資料）